# Milena Penkowa
Milena Penkowa (* 15. April 1973 in Odense als Milena Pedersen) ist eine dänische Hirnforscherin und Autorin, die durch mehrfachen Wissenschaftsbetrug bekannt wurde.

## Leben
Penkowa wuchs als Tochter dänisch-bulgarischer Eltern auf. In ihrer Jugend praktizierte sie das Springreiten und nahm 1989 an der Europäischen Meisterschaft im irischen Millstreet teil. Ihren Schulabschluss erlange sie 1991 am Gymnasium Kalundborg, woraufhin sie für das Studium der Medizin nach Kopenhagen zog. Im Juni 1998 schloss sie dieses erfolgreich mit dem Grad cand. med. (candidata medicinæ) ab. Ihre Doktorarbeit wurde zunächst wegen ihres unrealistisch scheinenden hohen Umfangs an Experimenten nicht angenommen. Bei der zweiten Einreichung entfiel der empirische Teil der Arbeit, sodass sie im Jahr 2006 ihre Promotion zum Dr. med. erfolgreich abschloss.
In kurzer Zeit wurde Penkowa zunächst Assistent Professor, dann Associate Professor und schließlich von 2009 bis zur Freistellung 2010 reguläre Professorin. Mehrfach stand der Verdacht im Raum, dass Penkowa vor allem wegen guter Kontakte sowohl zum Rektor der Universität Kopenhagen (KU), Ralf Hemmingsen, als auch zum damaligen Forschungsminister, Helge Sander, einen so beachtlichen Aufstieg hat erreichen können. Neben dem vermuteten Nepotismus waren es jedoch gefälschte Daten und Dokumente über vermeintlich durchgeführte Forschung, die später strafrechtliche Relevanz entfalteten.
Öffentlichkeitswirksam forderten am 22. Dezember 2010 58 dänische Wissenschaftler in einem offenen Brief in der Zeitung Weekendavisen die KU auf, die Aufklärung des vermuteten Fehlverhaltens und der Rolle des Rektors darin voranzutreiben. Penkowa wurde bereits am 10. Dezember 2010 von der Universität Kopenhagen freigestellt und legte in der Folge ihr Amt als Professorin nieder, wies aber zugleich jegliche Schuld von sich. Das Kopenhagener Stadtgericht verurteilte kurz darauf Penkowa zu drei Monaten bedingter Gefängnisstrafe wegen Unterschlagung, Urkundenfälschung und falscher Anklage.
Im September 2015 wurde Penkowa wegen Urkundenfälschung (dokumentfalsk) vom Östlichen Landgericht (Østre Landsrett) zu einer bedingten Gefängnisstrafe von neun Monaten auf Bewährung verurteilt. Das Kopenhagener Stadtgericht hatte zuvor Penkowa in besonderer Schwere schuldig gesprochen (grovt dokumentfalsk).
In der Wissenschaft hat der Fall Penkowa vergleichsweise hohe Wellen geschlagen. Journals wie Nature und Science widmeten dem Fall teils kleine Artikel, teils umfangreiche Reportagen. Zahlreiche Artikel wurden von den Fachzeitschriften in Folge des Skandals zurückgezogen. In der Öffentlichkeit und den Medien wird der Fall Penkowa teilweise als größter wissenschaftlicher Skandal in der Geschichte des Landes gehandelt.
Im Januar 2017 wurde bekannt, dass Penkowa wieder Fachartikel publiziert. Derzeit (Oktober 2018) ist sie mit ihrer Firma „Hjerneksperten“ („Die Gehirnexpertin“) tätig. Sie bietet Dienstleistungen als Rednerin und Lektorin feil. Im Jahr 2012 hat sie ein populärwissenschaftliches Buch zum Einfluss von Hunden auf menschliche Gesundheit veröffentlicht, das auch ins Deutsche übersetzt wurde und seit 2014 von Kynos-Verlag vertrieben wird. 2013 sprach sie im schwedischen Lund auf Einladung der Scientology-nahen Citizens Commission on Human Rights.

## Forschung, Auszeichnungen und Wissenschaftsbetrug
Penkowas Forschung betraf in erster Linie Metallothionein. Für ihre Forschungsergebnisse wurde sie vielfach ausgezeichnet und konnte hohe Drittmittel einwerben. Ihre Auszeichnungen umfassen u. a. den privat gestifteten Lundbeckfonden's Talent Prize im Jahre 2002, Quentinfondens hæderslegat, den von der European Society for Neurochemistry (ESN) ausgelobten Young Scientist Lectureship Award 2005 sowie 2009 auf eigene Bewerbung den vom dänischen Wissenschaftsministerium ausgelobten Eliteforscherpreis (EliteForsk-prisen). Letzterer wurde am 19. Mai 2011 wieder aberkannt, wie die damalige Wissenschaftsministerin Charlotte Sahl-Madsen verkündete.
Im Jahr 2003 bat der damalige Dekan der Fakultät den Norweger Per Andersen und den Schweden Anders Björklund um die Überprüfung von Penkowas Doktorarbeit. Sie kamen jedoch im Februar 2004 zu dem Schluss, dass Kritik an ihrer Arbeit unbegründet sei und die erste Fassung ihrer Dissertation hätte angenommen werden sollen. 2007 kamen drei Studenten auf Penkowas Kollegin Elisabeth Bock zu, da sie die Laborergebnisse Penkowas nicht reproduzieren konnten und Betrug vermuteten. Der damalige Rektor Ralf Hemmingsen leitete die Sache an das entsprechende universitätsinterne Komitee (Praksisutvalg) weiter, das jedoch die Forschungsergebnisse Penkowas verteidigte, ohne die Primärdaten zu prüfen oder die drei Ankläger zu befragen.
Von 1997 bis 2010 warb Penkowa insgesamt 9.765.000 DKK (über eine Million EUR) Drittmittel ein. Im November 2010 wurde bekannt, dass ein großer Teil davon für private Zwecke (u. a. Möbel) ausgegeben wurde. Dazu zählten pikanterweise auch 276.380,75 DKK für Anwaltskosten im Zuge der laufenden Verfahren. Als Reaktion auf diesen Skandal zahlte die KU über zwei Millionen DKK an den privaten „IMK Almene Fond“ zurück und stellte die Anwaltskosten Penkowa in Rechnung.
Insgesamt publizierte Penkowa 79 Paper mit 124 Ko-Autoren. Ein 2012 von der KU eingesetztes Komitee unter dem Vorsitz von Hans Lassmann (Uni Wien) befand, dass 15 davon unter „potentiell absichtlichem Fehlverhalten“ entstanden, was Penkowa anfocht. Eine andere Gruppe der Dänischen Komitees für unredliches Verhalten in der Wissenschaft (Udvalgene vedrørende Videnskabelig Uredelighed (UVVU) bzw. Danish Committees on Scientific Dishonesty (DCSD)) kam einheitlich zum Schluss, dass sich Penkowa dem Bruch guter wissenschaftlicher Praxis in besonders schwerer Weise schuldig gemacht habe. Zudem wurde ihrer Kollegin Bente Klarlund Pedersen vorgeworfen, in vier Fällen ebenfalls unredlich gehandelt zu haben. Eine von Elisabeth Bock eingereichte Anzeige bezüglich der Fälschung von Forschungsdaten im Rahmen eines wissenschaftlichen Artikels hingegen führte zu keinem eindeutigen Schluss.
Im September 2017 beschloss die KU den Entzug des 2006 erteilten Doktorgrades mit dem Verweis darauf, dass sie für ihre zuerst eingereichte Doktorarbeit nicht die behaupteten Experimente durchgeführt habe und somit nicht über die mit der Doktorwürde verbundene Reife und wissenschaftliche Einsicht verfüge.